# Paul Schoop (Chemiker)
Paul Schoop (* um 1858 in Dozwil, Schweiz; † 9. September 1907) war ein Schweizer Elektrochemiker.

## Leben
Sein Vater war der Zeichenlehrer Ulrich Schoop; sein jüngerer Bruder Max Ulrich Schoop.
Vor 1881 arbeitete er am Laboratorium von Lothar Meyer und Otto Schumann zur Transpiration von Dämpfen. 1881 war er in Hackney, London registriert.  Er weilte in Biebrich, als ihm im Februar 1882 ein Patent für ein „Luftthermometer zur Messung von hohen und niedrigen Temperaturen“ erteilt wurde.  1885 berichtete er über Fuchsinfabrikation. Um Mai 1886 beschäftigte er sich in Innsbruck mit Wassergas und Leuchtgas und mit Wilhelm Franz Loebisch zur Destillation von Strychnin. 1886–1887 war er Assistent für Chemie am Polytechnikum Riga. Vom 1. Mai 1891 bis zum 30. September 1891 war er Assistent am physikalischen Kabinett der Universität Breslau.
In den 1890ern arbeitete er für die Kölner Accumulatorenfabrik Gottfried Hagen in Köln-Kalk. 1897 erhielt er Prokura bei der Accumulatorenfabrik Wüste & Rupprecht, Baden u. Wien.
Wie der London Standard berichtete, hat seine Frau am 30. Juli 1899 einen Sohn geboren.
Am 18. Juli 1899 wurde ihm das D.R.P. 118460 für eine „Einrichtung zur Elektrolyse von Flüssigkeiten, besonders von Lösungen der Salze der Alkalien und alkalischen Erden“ erteilt. Seither widmete er sich der elektrischen Bleicherei und errichtete Werke in England, Nürnberg und bei München. In seinem „Bastard“-Bleichelektrolyseur verwandte er die rinnenförmigen Graphitkathoden als Zellengefäß.